# Loi d'orientation et de programmation pour la refondation de l'École de la République
Lire en ligne

La loi sur Légifrance

La loi d'orientation et de programmation pour la refondation de l'École de la République, dite « loi Peillon » du nom du ministre qui l'a proposée, est une loi française du 8 juillet 2013, promulguée par le gouvernement Jean-Marc Ayrault (PS), qui réforme le système éducatif français.

## Genèse
Le ministre de l'éducation nationale Vincent Peillon prépare la loi.
Le travail en séance se déroule dans une ambiance positive. Environ 150 amendements sont adoptés sur 661 proposés, dont une trentaine issus du groupe écologiste. 
Un amendement proposé par l'opposition de droite est fortement débattu, car il proposait de préciser que les cours d'éducation civique et morale se feraient « dans le respect de l'éducation donnée par la famille ». L'opposition abandonne finalement cet amendement.
Le texte passe au Sénat qui ajoute la nécessité pour les établissements secondaires d'afficher à leur entrée un drapeau français et européen, ainsi que la devise de la République.
La loi est adoptée en juillet 2013 par le Parlement la loi no 2013-595. 
Dans le cadre de l'émergence de l'évaluation des politiques publiques, la loi est la première loi scolaire à disposer d'un comité de suivi chargé d'évaluer son application et ses effets dans le temps.

## Contenu

### Réorganisation de la formation des enseignants
La loi Peillon supprime les IUFM dans les académies mais les maintient dans les vice-rectorats du Pacifique (c'est-à-dire de Nouvelle-Calédonie, de Wallis-et-Futuna (IUFM de Nouvelle-Calédonie), et de Polynésie française), . Elle crée les Écoles supérieures du professorat et de l'éducation (ESPE) dans les académies. Ce sont des composantes des universités, qui ont pour mission la formation initiale et continue des enseignants. Les candidats aux concours doivent justifier d'une inscription en première année d’études en vue de l'obtention d'un master.

### Affectation des enseignants
Le texte prévoit la création 60 000 postes dans l'éducation sur cinq ans (enseignants et autres personnels).
La loi donne la priorité à l'affectation des deux tiers des nouveaux postes d'enseignants au premier degré, dans le cadre d'un dispositif « plus de maîtres que de classes » dans les zones difficiles,. 

### Éducation civique et morale
Un article visant à mettre en place une éducation civique et morale est adopté.

### Apprentissage des langues
Un enseignement de langue vivante étrangère devient obligatoire dès le CP. La loi crée également un enseignement du numérique à destination des enfants. Les académies peuvent favoriser l'apprentissage des langues étrangères parlées dans les pays avec lesquels sont passés des accords de coopération régionale.
L'apprentissage des langues régionales ou minoritaires de France, reconnues comme « appartenant au patrimoine de la France », est favorisé dans les régions où elles sont utilisées. Les enseignants du premier et du second degré peuvent y recourir dès lors qu'ils en tirent profit pour leur enseignement, et cela sans l'accord préalable des parents ou des élèves majeurs.

### Orientation des élèves
Le dispositif voté en 2011 (Loi Cherpion), qui autorisait l'apprentissage pour des jeunes de 15 ans, est supprimé. Le gouvernement considère que cet apprentissage précoce empêcherait les élèves d'acquérir le socle de compétences et les enferme trop tôt dans une filière.

### Rythme scolaire
La loi revient sur la disposition votée en 2008 de la suppression du cours du samedi matin. La loi crée un cours le mercredi matin, afin de mieux étaler les heures de cours. 

### Autres
Cette loi instaure le conseil école-collège et a pour objectif d'assurer la continuité pédagogique et la cohérence éducative entre l'école et le collège.
Elle instaure les contrats d'objectifs tripartites entre l'État (représenté par le recteur d'académie), la collectivité territoriale et l'EPLE (l'Établissement scolaire). Elle clarifie notamment les rôles des collectivités dans la politique numérique (équipement, maintenance, acquisitions des logiciels nécessaires à l'enseignement et aux échanges entre les membres de la communauté éducative).
Elle crée le Conseil national d'évaluation du système scolaire (CNESCO) et le Conseil supérieur des programmes.
La devise de la France est apposée sur la façade de tous les établissements de second degré publics et privés sous contrats, ainsi que le drapeau français et le drapeau européen. La loi dispose que « la Déclaration des droits de l'homme et du citoyen du 26 août 1789 est affichée de manière visible dans les locaux des mêmes écoles et établissements ».
Restauration scolaire - L'introduction et la généralisation de l'alimentation biologique et locale seront encouragées dans la restauration collective (annexe – Promouvoir la santé).

## Réception

### Critiques et polémiques
La loi fait l'objet de débats forts, notamment au sujet du rythme scolaire imposé par la loi, à savoir le rajout d'une demi-journée de cours. Le comité de suivi de la loi Peillon remarque en 2016 que le sujet a focalisé l'attention à tel point que les autres dispositions de la loi sont passées moins aperçues. 
L'UMP dénonce la suppression de la possibilité pour les jeunes d'effectuer un apprentissage dès l'âge de 15 ans, considérant que cette mesure relève d'une « vision idéologique d'un collège unique et monolithique ».
Le Parti communiste français vote la loi, mais se montre critique à l'égard de la création des 60 000 postes annoncée, qui ne permet pas de compenser les 80 000 postes supprimés sous la présidence de Nicolas Sarkozy.

### Évaluation de la politique publique
Le Conseil économique, social et environnemental rend un avis positif, estimant que « les grands objectifs de l'avant-projet de loi correspondent à ce qu'il recommandait dans son avis sur « Les inégalités à l'école » ».
En 2016, le comité de suivi de la loi Peillon sur la refondation de l’école pointe une mise en œuvre « difficile ». Le rapport remarque que malgré les attentes fortes de la part du personnel enseignant concernant la loi, ses effets peinent à se matérialiser. Il montre également que les moyens programmés ont été « absorbés par la poussée démographique ».